# Hackneyed
Hackneyed est un groupe de death metal allemand, originaire d'Aalen et Abtsgmünd, Bade-Wurtemberg. Le groupe, signé sous le label Nuclear Blast, se sépare en 2016, après dix années d'existence. 

## Biographie

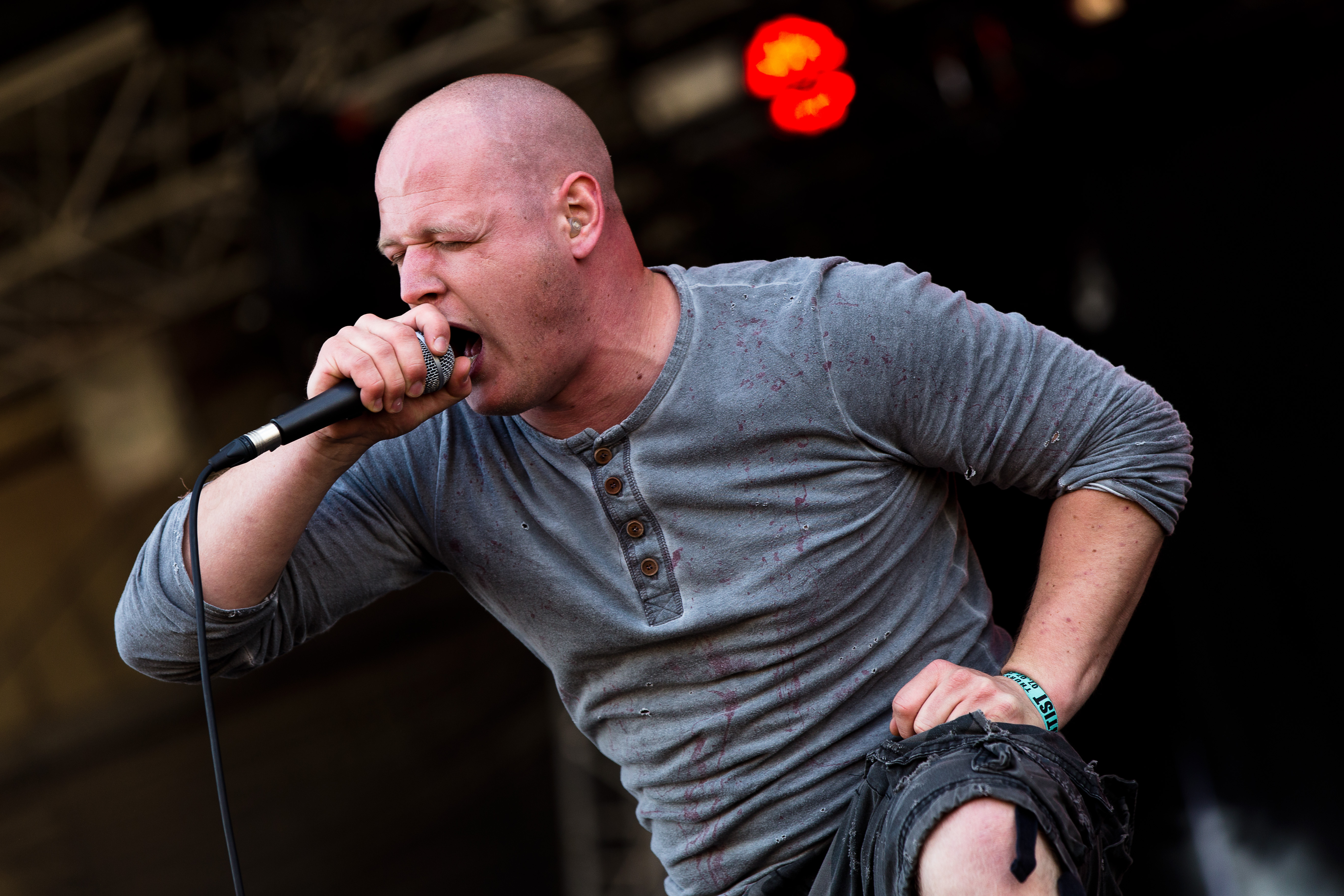
Philipp Mazal au Rockharz de 2016.

Hackneyed est formé en 2006, à Aalen et Abtsgmünd, Bade-Wurtemberg, sous l'impulsion de Phil (chant) et de Tim (batterie), à la suite de quoi sont venus s'ajouter Alex (basse), iX (guitare), et Devin, second guitariste et plus jeune membre du groupe (14 ans). Puis le groupe se fera remarquer pour ensuite être signé sous le label Nuclear Blast, avant de produire leur premier album, intitulé Death Prevails. Death Prevails, publié le 25 juillet 2006 au label Nuclear Blast, est produit par Roger Grüninger et masterisé par Achim Köhler. Fort de ce succès, Hackneyed s'efforcera par la suite de faire le plus de concerts possibles, ayant même participé au festival Summer Breeze 2008. 
En février 2009, Hackneyed se sépare du guitariste iX, et est remplacé par Juan Sierra. En mars 2009, le groupe annonce des enregistrements en cours pour leur deuxième album. Au printemps 2009, Felix Papp quitte le groupe, et est remplacé par Kevin « Juan » Sierra avec qui ils enregistrent l'album Burn After Reaping, publié en août 2009. Burn After Reaping, est enregistré aux Weltraumstudios de Munich avec le producteur Corni Bartels.
En 2010, le groupe participe au Wacken Open Air. À la fin de 2011, Juan et Tini quittent le groupe. Le 26 décembre 2014, ils postent la vidéo de la chanson The Flaw of Flesh. En novembre 2012, le groupe publie des vidéos de sa tournée au European Khaos Tour . En mai 2015 sort leur nouvel album, Inhabitants of Carcosa au label CoMa Tone Records. Le 1er octobre 2016, Hackneyed joue en soutien à Undertow, Skeleton Pit, Scarsign et Dawn of Dreams au Farewell Show im Rock it Aalen. Cet événement marque la fin officielle de Hackneyed, qui est initialement annoncée en janvier 2016,.

## Membres

### Derniers membres
- Tim Cox - batterie (2006-2016)[1]
- Phillip Mazal - chant (2006-2016)[1]
- Devin Cox - guitare (2007-2016)[1]
- Fabian Fink - basse (2014-2016)[1]
- Philipp Fink - guitare (2014-2016)[1]

### Anciens membres
- Lydia - guitare[1]
- Alex Büttner - basse (2006-2010)[1]
- Felix Papp - guitare (2006-2009)[1]
- Juan Kevin Sierra - guitare (2009-2012)[1]
- Tini Wuttke - basse (2010-2012)[1]
- Benedikt Willnecker - basse (2011)[1]

## Discographie
- 2008 : Death Prevails
- 2009 : Burn After Reaping
- 2011 : Carnival Cadavre
- 2015 : Inhabitants of Carcosa

## Clips
- 2008 : Gut Candy
- 2009 : Deatholution
- 2014 : The Flaw of Flesh